# Della Gatta (famiglia)

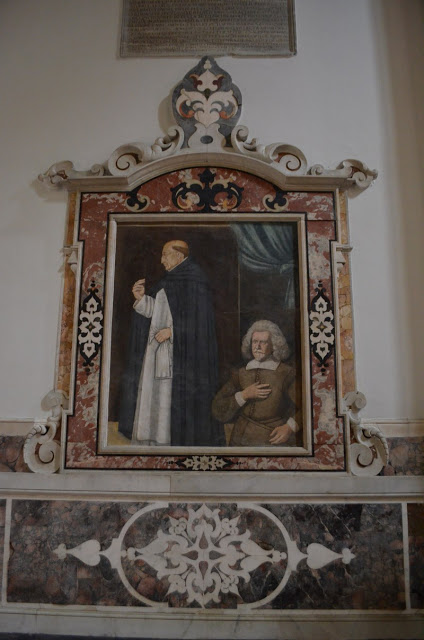
Carlo della Gatta Principe di Monasterace dipinto chiesa San Domenico Maggiore

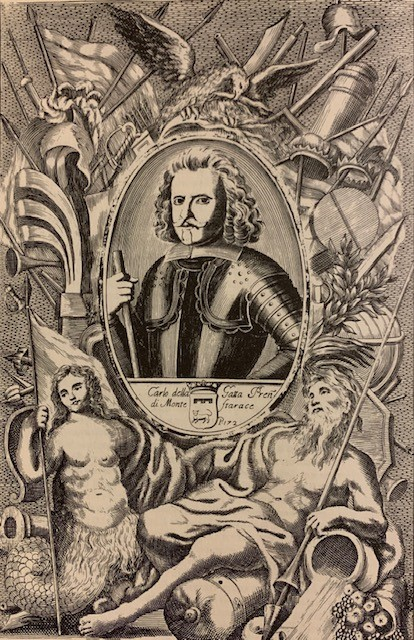
Carlo della Gatta Principe di Monasterace

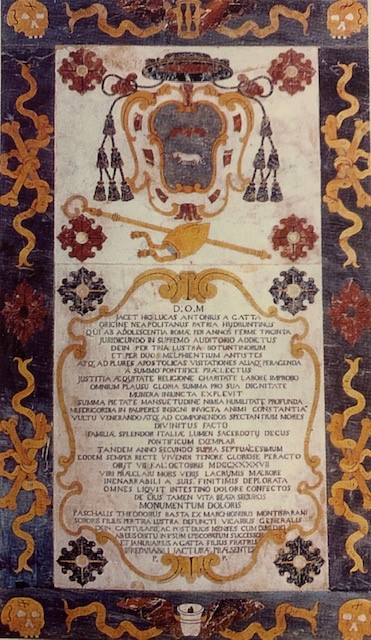
Lapide Luca Antonio della Gatta Vescovo di Bitonto

La famiglia Della Gatta è una nobilissima e illustre famiglia di origine francese ma diramata in Sicilia e poi a Napoli sotto Carlo I d'Angiò nel 1266, ha goduto principalmente nobiltà nella città di Napoli al Seggio di Nilo, poi Barletta, Otranto, Viterbo, Firenze, Reggio in Corsica e Sicilia. Attualmente i discendenti della famiglia sono principalmente diffusi in Campania nei comuni di Gricignano di Aversa e Torre del Greco.

## Storia
Le prime notizie su questa famiglia si hanno in Sicilia nel 1282 con Micheletto della Gatta, di lignaggio francese, barone di Bombonetta e valoroso capitano, fu inviato ad assediare Messina per sedare i moti dei Vespri siciliani.
Altri membri illustri della famiglia sono stati:
- Corrado, trasferitosi a Napoli, fu nominato governatore di Lanciano da Carlo II d'Angiò.
- Filippo, fu governatore di Rocca d'Aspro.
- Roberto, nel 1333 ricevette il cingolo militare da Roberto II d'Angiò.
- Giacomo, nel 1380 fu abate e canonico di Napoli.
- Pietro, fu vescovo di Sant'agata dei Goti dal 1395 al 1423.
- Renzo, fu tra i nobili del Seggio di Nilo, che insieme a quelli del Seggio di Capuana nel 1330 provocarono il tumulto nella città di Napoli contro i mediani degli altri seggi.
- Antonello della Gatta fu conservatore dei regi Quinternioni nel 1417, fu commissario della regina Giovanna I, e governatore dell'Annunziata di Napoli.
- Giann'Antonio della Gatta fu poeta e deputato nel Seggio di Nilo al Parlamento tenuto in Napoli nel 1539.
- Carlo della Gatta nel 1523 sposa donna Ippolita Rosa (de) nipote del Duca Onorato Gaetani D’Aragona da cui riceve in dote un vitalizio per il matrimonio, dalla loro unione nasce Fabio che ebbe due mogli, la prima di Casa de Spes nobilissima originaria spagnola Signora della città di Bovino figlia di Don Francesco de Spes Signore di Bovino, in seconde nozze con donna Claudia Stipaudo, da cui nacquero Carlo, Antonio e Pietro Paolo, e le seguenti figlie femmine donna Laura della Gatta,sposa Cesare Torelli dei Signori di Rignano, Patrizio milanese, Patrizio di Mantova, Pavia e Parma, e in seconde nozze sposa don Giuseppe Riccardo Barone di Corsano, donna Beatrice che sposa in prime nozze un cavaliere di casa Monaco e in seconde nozze il nobile d'Ottavio di Palma di Nola. Donna Popa sposa in terra di Bari e suor Cattarina monaca in San Girolamo di Aversa, dove fu più volte Badessa.
- Altro Carlo[3] principe di Monasterace e generale di cavalleria difese[3] per il Re Cattolico la piazza di Orbetello contro i francesi riportando segnalata vittoria, nei tumulti del 1647 fu moglie di lui Beatrice Lucrezia Caracciolo dei Duchi di Martina, tenuta in ostaggio dal popolo affinché il marito non prendesse le armi contro i tumultanti. Alle entrate delle regie truppe, Gennaro Annese capo del popolo, volle il giorno 6 Aprile 1648 arrendersi al Principe Carlo della Gatta che con il titolo di Capitano generale, risiedeva nel forte del Carmine. Fu Anche Capitano Generale contro il Duca di Giusa, che venendo ad istigare la rivolta aveva preso Castellammare, morì nella peste del 1656. Dopo la sua scomparsa,Monasterace passò alla principessa donna Laura della Gatta,sorella del condottiero,la quale piuttosto che intestarsi il principato ne fece cessione per 24.000 ducati alla cognata Beatrice Caracciolo dei duchi di Martina,vedova del predetto Carlo suofratello.Quest’ultima prese intestazione nel dicembre 1661
- Antonia della Gatta sposò Giovanni Battista Sersale e dall’unione nacque Cesare Sersale (Napoli, 1576 † 1654), uno dei sette fondatori del Pio Monte della Misericordia in Napoli.
- Muzio della Gatta capitano d'infanteria Barone di Castelcicala, deputato della Città di Napoli e Governatore dello Spirito Santo sposa in prime nozze Isabella Muscettola, e i seconde nozze Laudomia Caracciolo Pisquizi.
- Nel 1690 il feudo di Serrano apparteneva alla famiglia della Gatta, agli inizi del '700 una discendente di Gennaro Domenico, Margherita[4] della Gatta, sposò Francesco Lubelli il quale divenne così Barone di Serrano.
- Mattia della Gatta Barone e Castellano di Otranto nel 1630,stabilì in questa città la sua famiglia, ramo diramato successivamente anche a Napoli e Caserta dove è ancora rappresentato.
- Fabio della Gatta, Signore di Cicala e Patrizio napoletano sposa Caterina Bucca D'Aragona figlia di Scipione Principe di Torre Annunziata e di Antonia Capece Scondito.
- Luca Antonio (Napoli, 1675 † 1747) nel 1723 fu Vescovo di Bitonto, carica che tenne per 15 anni e poi di Melfi e Rapolla dal 1737. Fu giudice del tribunale supremo della Santa Sede. Consacrò la chiesa di San Nicola di Bari. Gli successe il nipote figlio della sorella, Pasquale Teodoro Basta dei Marchesi di Monteparano. Il ramo di Otranto era rappresentato in Napoli da Pietro della Gatta.
- Giulio Deputato delle fortificazioni di Napoli, nel 1656 si trasferì a Torre del Greco diventando capostipite del nuovo ramo.

Parecchi monumenti edificati per la famiglia della Gatta sono visibili: Napoli, chiese di Santa Chiara e San Domenico Maggiore; Viterbo, chiesa di Santa Maria dei Gradi; Giugliano in Campania, chiesa Santa Maria delle Grazie; Lauriano, Cappella Gentilizia di Sant'Antonio di Padova; Otranto nel Duomo; Torre del Greco, basilica di Santa Croce.

## Famiglie imparentate con Casa della Gatta
Anatelli, Afflitto, Agnese, Angelis (de), Barone, Basta di Monteparano, Bonito, Brancaccio, Capecelatro, Caracciolo, Caracciolo di Martina, Caracciolo Pisquizi, Carafa,Catania, Chigi, Cicala, Como, Contestabile, Coppola, d’Afflitto, d'Alessandro, dell'Aquila, de Gattis-Colonna di Martirano, Bucca d'Aragona, del Tufo, de Capua,  de Spes, di Gennaro, de Raho, Diana, Ferrari,  Franchi, Gatto di Rogliano, Gesualdo, Giordano, Jovine, Grimaldi, Lagni, Longo, Lubelli di Serrano, Marines (de), Muscettola, Nugnes, Palomba, Piscicelli, Raho (de),  Riccardo di Corsano, Rossi (de), Vicedomini, Villagut, Vulcano,  Seripando, Sersale, Torelli di Rignano.